# Marginalism
Marginalismul este o teorie economică; ea încearcă să explice discrepanța dintre valoarea bunurilor și serviciilor prin referirea la valoarea lor secundară, sau marginală. Începând cu ultima treime a secolului al XIX-lea s-a dezvoltat Liberalismul neoclasic (Marginalismul), care a însemnat o nouă revoluție în știința economică și o nouă schimbare de paradigmă. Neoclasicismul este o formă a liberalismului economic, deoarece preia și dezvoltă cele patru elemente fundamentale ale gândirii liberale.

## Reprezentanți de seamă
- Josef Schumpeter